# (500010) 2011 QY19
(500010) 2011 QY19 es un asteroide perteneciente al cinturón exterior de asteroides, descubierto el 19 de octubre de 2006 por el equipo del Mount Lemmon Survey desde el Observatorio del Monte Lemmon, Arizona, Estados Unidos.

## Designación y nombre
Designado provisionalmente como 2011 QY19.

## Características orbitales
2011 QY19 está situado a una distancia media del Sol de 3,201 ua, pudiendo alejarse hasta 3,546 ua y acercarse hasta 2,856 ua. Su excentricidad es 0,107 y la inclinación orbital 2,200 grados. Emplea 2092,31 días en completar una órbita alrededor del Sol.

## Características físicas
La magnitud absoluta de 2011 QY19 es 16,8.